# イヌガラシ
イヌガラシ（犬芥子、学名: Rorippa indica）は、アブラナ科イヌガラシ属の多年草。水田の畔、河川敷、水路脇、ため池の縁などのやや湿った場所に生える雑草である。別名、ナガミノイヌガラシ、ヘビクサ、ツミナ、アゼダイコン、アゼガラシ、ノガラシ。中国名は「蔊菜」。

## 分布・生育地
日本の北海道・本州・四国・九州、朝鮮・台湾・中華人民共和国・インド・フィリピンに分布する。畑や田のあぜ、やや湿った道端などに生える。

## 特徴
生育期間は10 - 7月。草丈は20 - 50センチメートル (cm) 。茎は基部から粗く分枝し、暗緑色に赤みを帯びる。
葉は長さ6 - 15 cmの長楕円形、または倒披針形で、葉の先が鈍く尖り、葉縁は切れ込みが入るか不規則な鋸歯がつく。茎や葉には毛はない。
花期は4 - 6月ごろ。花は根本から株立ちとなり、花茎の上部に黄色い4弁の十字状花を総状に多数つける。まれに、秋に咲くことがある。果実は長さ約16 - 20ミリメートル (mm) の長角果で、線形で弓状に曲がる。

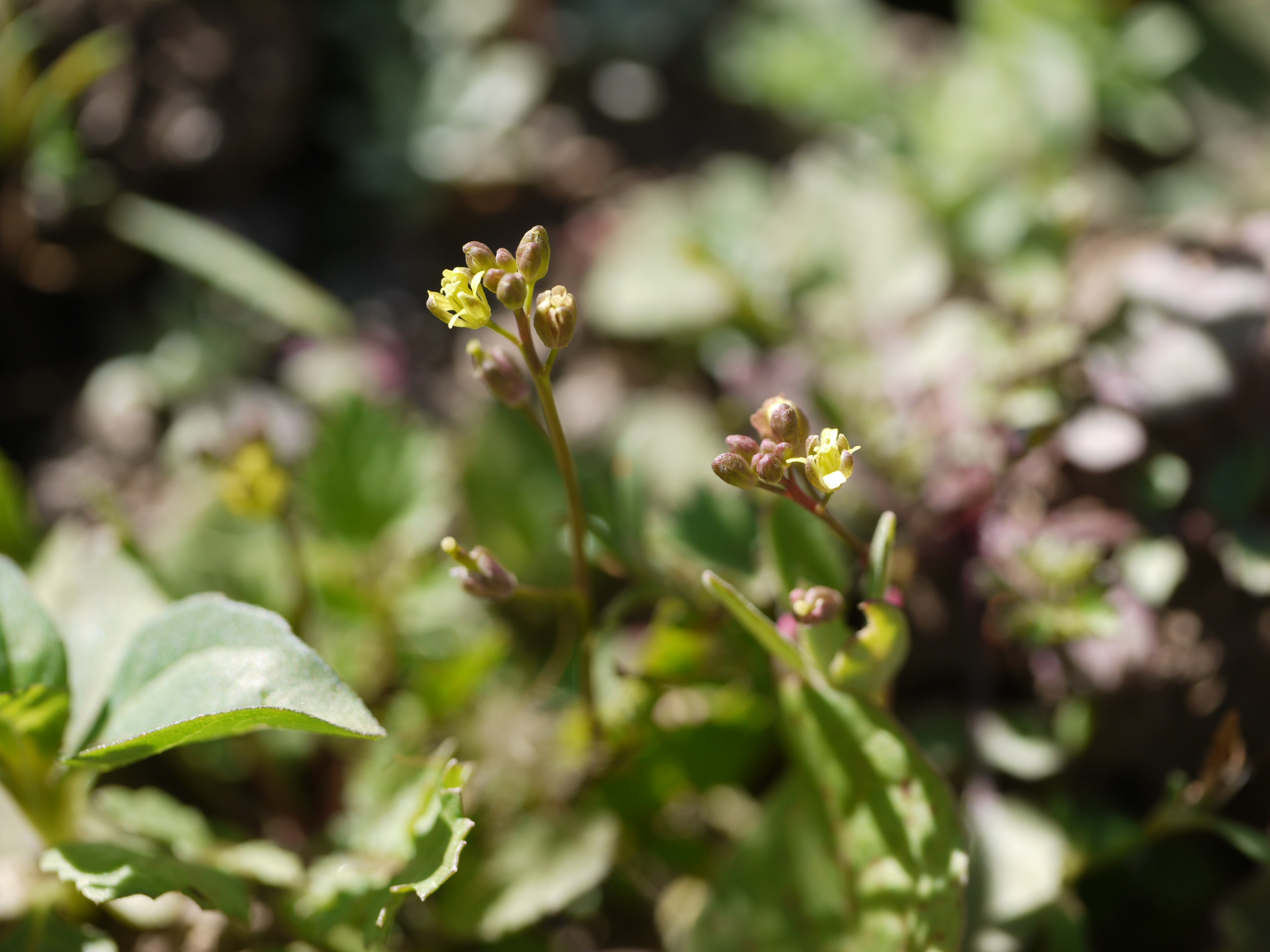
花蕾
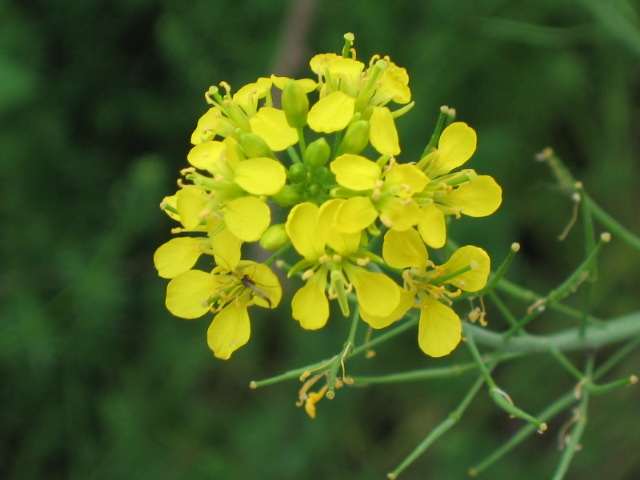
花

## 近縁種
スカシタゴボウ R. islandica
イヌガラシより葉の切れ込みが粗い。

## 利用
3 - 4月ごろの、若芽や若い茎葉を摘んで食用にする。茹でて水にさらし、おひたし、和え物に、生のまま油炒め、汁の実にする。食味は、全体にカラシのような辛味がある。
煎じたものは咳止めや利尿薬としても用いられた。